# Arthur Gould
Vous lisez un « article de qualité » labellisé en 2011.
Pour les articles homonymes, voir Gould.

a Compétitions nationales et continentales officielles uniquement.

b Matchs officiels uniquement.
Joseph Arthur Gould surnommé Monkey, né le 10 octobre 1864 à Newport et mort le 2 janvier 1919 dans la même ville, est un joueur international gallois de rugby à XV. Il évolue dans les lignes arrière que ce soit au poste de trois-quarts centre ou d'arrière tant en sélection nationale qu'avec le Newport RFC avec qui il effectue l'essentiel de sa carrière en club.
Avec le XV gallois, il réussit la Triple couronne dans le Tournoi britannique en 1893, une première pour le pays de Galles. Capitaine de cette formation victorieuse, il obtient le capitanat de l'équipe nationale à dix-huit reprises, établissant un record qui n'est battu qu'en 1994 par Ieuan Evans. Avec un total de 27 sélections, la longévité de sa carrière internationale est inhabituelle à une période où les équipes britanniques et irlandaise ne rencontrent aucun autre adversaire et où certains Tournois ne sont pas disputés dans leur intégralité.
Il est justement à l'origine d'une de ces discordes perturbant le déroulement des Tournois 1897 et 1898, pour cause de « professionnalisme » en fin de carrière à la suite d'un don immobilier. Pionnier insatisfait du système de jeu à quatre trois-quarts, il devient par la suite un membre influent de l'International Rugby Board.

## Biographie

### Jeunesse et débuts

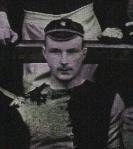
Bob Gould, l'un des cinq frères d'Arthur.

Arthur Gould naît dans une famille de sportifs à Newport en 1864. Son père, Joseph, quitte Oxford pour rejoindre Newport et travailler dans une fonderie de laiton. Il est lui-même un adepte de sport jouant dans l'équipe locale de cricket. Arthur est le deuxième d'une fratrie de six garçons. Ses cinq frères sont tous des athlètes et de solides joueurs de rugby à XV. Bert, le troisième fils, occupe le poste de centre à trois reprises avec pays de Galles. Il joue dans la même équipe qu'Arthur, celle qui remporte la Triple couronne pour la première fois en 1893. Bob, le quatrième enfant, est un avant, capitaine de Newport lors de la saison 1886-1887. Il est également international gallois et obtient onze sélections avec le XV du poireau au cours de sa carrière, dont une comme capitaine contre l'Écosse en 1887. Les trois autres frères prénommés Harry, Gus et Wyatt jouent aussi pour Newport. Wyatt, le benjamin, y joue jusqu'en 1907 et est capitaine du club gallois en 1905-1906 tandis que Harry, l'aîné, dispute la toute première saison du club en 1875-1876. Au moins un des six frères est présent dans l'équipe de Newport pour chacune des vingt-neuf premières saisons du club. Wyatt représente également la Grande-Bretagne en 400 mètres haies lors des Jeux olympiques d'été de 1908 à Londres.
Très jeune, Gould est connu de tous comme « Monk », diminutif du sobriquet Monkey gagné pour sa passion à grimper aux arbres. Comme son frère Wyatt, il est un athlète véloce et gagne sa vie en disputant des réunions d'athlétisme, en parallèle de sa carrière de joueur de rugby à XV. Il termine notamment troisième de l'épreuve de course de haies sur 120 yards organisée par l'Amateur Athletic Association par deux fois en 1887 et en 1893. À l'âge de 14 ans, il devient le capitaine de l'équipe junior du Newport RFC. Puis il dispute quelques rencontres pour la troisième équipe senior comme remplaçant de l'habituel titulaire du poste d'arrière.

### Parcours en club

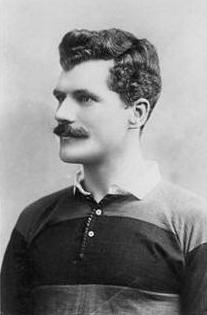
Arthur Gould avec le maillot du Newport RFC.

Gould est retenu dans l'équipe première du club comme un prometteur arrière à l'âge de 18 ans. Le 18 novembre 1882, Newport joue une rencontre contre Weston-super-Mare à Rodney Parade. Le jardinier de Newport, John Butcher, est envoyé par le club pour retrouver le joueur titulaire du poste d'arrière qui n'est pas au rendez-vous pour le match. Gould voit Butcher approcher du domicile du joueur et il apprend du jardinier que le joueur est retenu par un enterrement et ne peut disputer la rencontre. Butcher parvient à convaincre le club de faire jouer Arthur Gould qui hérite de la place vacante. Gould débute bien, inscrivant deux essais malgré les recommandations de son capitaine, Charles Newman, qui lui demande instamment de jouer au pied. Gould ne quitte plus l'équipe première du club à compter de ce jour. Lors de sa quatrième saison, il est repositionné au poste de trois-quarts centre. Gould joue pour le club de Newport RFC pendant seize années, entre 1882 et 1898.
Le rugby à XV n'étant pas alors un sport professionnel, Arthur Gould et son frère Bob se déplacent à travers le Royaume-Uni en exerçant le métier d'entrepreneur de travaux publics. Dans le même temps, il dispute des épreuves d'athlétisme et joue pour plusieurs équipes anglaises de rugby tel les Southampton Trojans. En 1887 il évolue même régulièrement pour le club de Richmond. En 1885, Gould est invité à rejoindre la nouvelle équipe des exilés gallois, les London Welsh (les Gallois de Londres). La première rencontre se joue le 21 octobre 1885 à Putney, et, trois jours après, une rencontre a lieu sur le terrain des Saracens à Walthamstow contre les London Scottish. Gould évolue à l'ouverture, il est aligné aux côtés de Martyn Jordan, Thomas Judson, Rowley Thomas, Charles Taylor et Tom Williams ; tous ces joueurs connaissent ou vont connaître des capes pour l'équipe nationale galloise. Lors de la saison 1885-1886, les Gallois de Londres sont invités à composer une équipe d'exilés avec l'équipe des London Scottish, pour affronter une sélection de Londres lors d'un match de charité qui a lieu sur le terrain de l'Oval. Gould est l'un des six Gallois retenus dans l'équipe des exilés. La rencontre se déroule devant une foule de 8 000 spectateurs, parmi lesquels se trouve le prince de Galles.
Malgré les liens étroits qu'il conserve avec son club de Newport, Gould dispute seulement une poignée de matchs avec celui-ci entre 1885 et 1890, il pratique surtout le rugby avec les clubs anglais lors de ses déplacements. En juin 1890, Gould quitte la Grande-Bretagne pour honorer un contrat dans les Indes occidentales, mais il est de retour à Newport à temps pour commencer la saison 1891-1892, saison au cours de laquelle le club ne concède aucune défaite, et est donc connue comme la saison du club « invincible ». Arthur Gould est le capitaine de l'équipe lors de la saison 1893-1894 durant laquelle le club gallois ne perd seulement que trois rencontres. La saison suivante est également réussie sous le capitanat du joueur avec une seule défaite concédée à l'extérieur contre le Llanelli RFC sur le score de 6-8. Au cours de cette saison, Gould inscrit 37 essais en seulement 24 matchs disputés, un record pour le club jamais égalé plus de cent ans après. Il décide de prendre sa retraite sportive en 1896 mais ses proches et ses coéquipiers le persuadent de continuer,. Il dispute trois saisons supplémentaires avec le club gallois avant de se retirer définitivement en 1899. Lors des deux dernières saisons, il ne joue plus un rôle essentiel dans l'équipe. Il se met progressivement en retrait, ne disputant que trois rencontres lors de la saison 1897-1898 et une seule en 1898-1899.

### En équipe nationale

#### De la première sélection au capitanat (1885–1889)

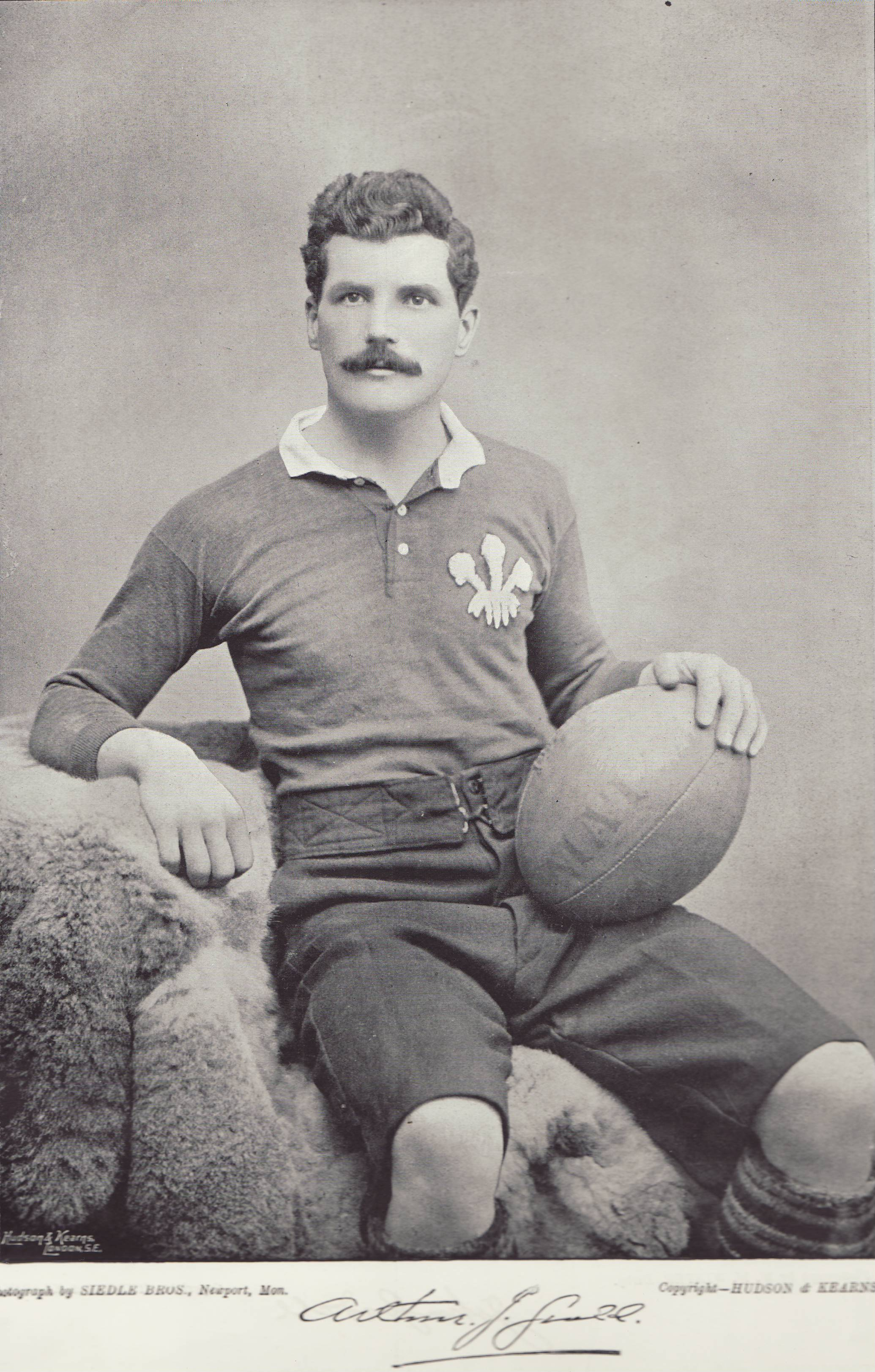
Arthur Gould portant le maillot du pays de Galles.

Il honore sa première cape internationale en équipe nationale le 3 janvier 1885 contre l'Angleterre pour le match d'ouverture du Tournoi britannique. Sous le capitanat de son coéquipier de Newport Charles Newman, Gould occupe le poste d'arrière qui est à l'époque sa place favorite en club. S'agissant du début des rencontres internationales dans l'histoire du rugby à XV, ce match constitue seulement la quatrième confrontation entre les Gallois et les Anglais et le huitième match international du XV du Poireau,. Le pays de Galles s'incline en concédant un but et cinq essais contre un but et deux essais réussis. Les essais gallois sont l'œuvre de l'ailier des London Welsh Martyn Jordan, et si certains donnent le crédit de la transformation à Charles Taylor, elle est en fait attribuée à Arthur Gould. Gould est également retenu pour la deuxième rencontre du Tournoi qui se solde par un match nul et vierge contre l'Écosse. Ce match présente une particularité originale puisque deux frères évoluent dans chaque équipe, l'un avec les avants et le second avec les lignes arrière. Il s'agit des frères Robert et Gardyne Maitland pour les Écossais et de Bob et Arthur Gould côté gallois. C'est une première.
Lors de la saison suivante, le natif de Newport passe au poste de centre en club ; ce repositionnement est également effectif en équipe nationale puisqu'il prend la place de Frank Hancock, centre de l'équipe du Cardiff RFC. Le Tournoi 1886 débute avec une nouvelle défaite concédée contre l'Angleterre. Bien que la deuxième rencontre se termine par une défaite 2 à 0 concédée contre les Écossais, le match présente une dimension historique. En effet, il s'agit de la première rencontre internationale dans laquelle une équipe évolue avec quatre trois-quarts. Ce nouveau système de jeu, mis en place en 1884 par le club de Cardiff, impose un changement tactique qui modifie considérablement le jeu. Jusque là, le système classique consiste en une équipe composée de six arrières et neuf avants. Dans le nouveau système, le neuvième avant est remplacé par un centre supplémentaire dans la ligne des trois-quarts. À Cardiff, quand la tactique est mise en place, Hancock et Tom Williams forment la première paire de centres de l'histoire du rugby, ce qui leur permet de jouer ensemble. Ce système à quatre trois-quarts se propage lentement à travers le pays de Galles. Néanmoins, le club de Newport est réticent à l'adopter, en raison des compétences de Gould qui possède un bon jeu au pied et une bonne couverture, ce qui permet à son équipe de conserver l'avantage d'un avant supplémentaire. Lors de l'opposition entre le pays de Galles et l'Écosse, la première paire internationale de centres voit l'association de Frank Hancock, capitaine de l'équipe, et d'Arthur Gould. Ce choix tactique se révèle désastreux, les avants gallois ne pouvant faire face aux neuf avants écossais. Le XV du Poireau encaisse trois essais dont deux convertis sans pour autant marquer le moindre point. À la mi-temps, Hancock décide donc de revenir au système classique en repositionnant dans le pack Harry Bowen qui joue arrière jusque-là, et Gould récupère la place du numéro 15 laissé vacante par Bowen. Mais ce changement tactique ne modifie pas la physionomie du match et les Gallois ne marquent aucun essai en seconde mi-temps. Cet échec coûte à Bowen sa place en équipe nationale et, provoque chez Gould une aversion du système à quatre trois-quarts pour le restant de sa carrière. Il va même jusqu'à convaincre les entraîneurs de l'équipe galloise de revenir au système traditionnel. La tentative suivante du système à quatre trois-quarts n'a lieu que deux ans plus tard lors de la rencontre contre les Māori néo-zélandais dans le cadre de leur tournée de 1888, un match que Gould ne dispute pas. La dernière rencontre du Tournoi contre les Irlandais n'est pas disputée à cause de contentieux entre les deux fédérations.
L'année suivante, l'équipe galloise dispute son premier tournoi complet et Gould joue seul au centre lors des trois rencontres. Les Diables rouges terminent à la deuxième place avec une victoire, un nul et une défaite. Lors du premier match contre les Anglais, Gould rate de peu une tentative de drop, le ballon passant à un yard des poteaux. Il ne peut donc offrir la victoire à son équipe qui se contente du match nul. En revanche, lors du dernier match contre les Irlandais, Gould marque son premier drop sous le maillot national, donnant la victoire 4 à 3 à ses coéquipiers. En raison de contraintes professionnelles, le natif de Newport ne joue qu'un seul des deux matches du pays de Galles lors du tournoi 1888. Il participe à la toute première victoire des Gallois contre l'Écosse, obtenue grâce à Thomas Jenkins-Price qui marque l'unique essai de la rencontre. Lors du second match disputé en Irlande, c'est George Bowen qui est titulaire au poste de centre à la place de Gould. Cette rencontre est la dernière disputée avec le système de jeu à neuf avants. En effet, dès la rencontre suivante contre les Māori néo-zélandais disputée le 22 décembre, le système à quatre trois-quarts est réintroduit. Gould n'est pas retenu pour ce premier match international du pays de Galles contre une nouvelle nation non britannique ou irlandaise. Les Gallois l'emportent 5 à 0 dans le stade St Helens à Swansea. Il manque également le match d'ouverture du Tournoi 1889 avant d'être retenu pour la réception de l'Irlande. Pour son retour, Gould est même nommé capitaine de l'équipe, il joue au centre en faisant équipe avec Tom Morgan, joueur du Llanelli RFC. Son capitanat ne débute pas idéalement, les Gallois étant battus chez eux 2 à 0 sans marquer d'essai. C'est pourtant le premier des dix-huit matches que Gould joue en tant que capitaine. Il établit alors un record qui ne sera battu qu'en 1994 par Ieuan Evans.

#### Vers la première Triple Couronne galloise (1890-1893)

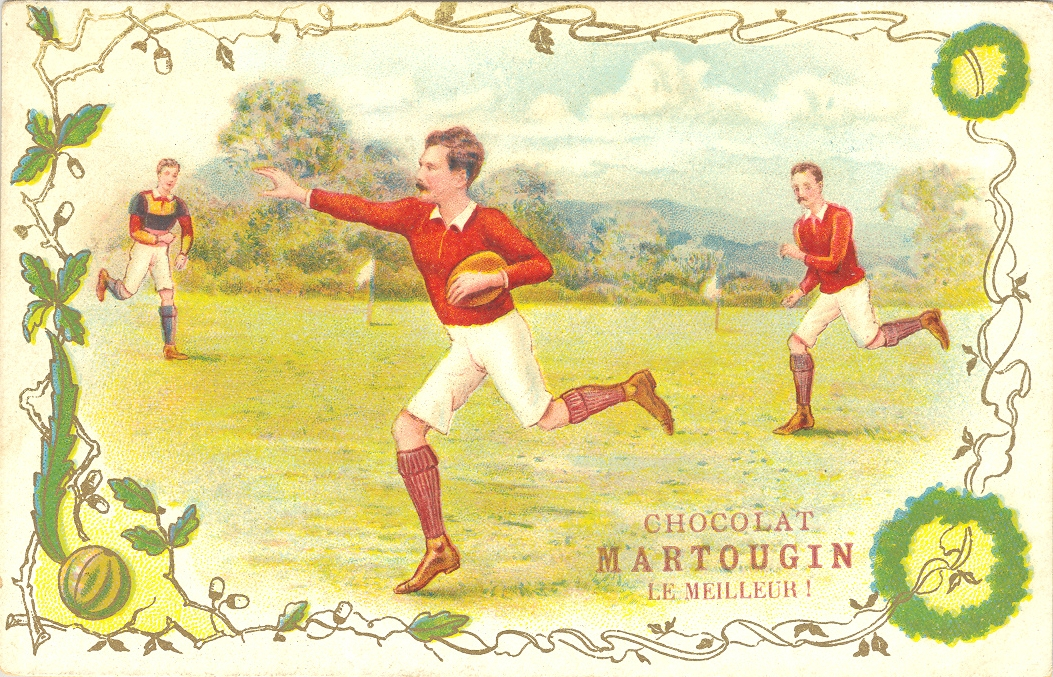
Portrait d'Arthur Gould
publié sur une boîte de chocolats belges.

Gould dispute les trois rencontres du Tournoi 1890 associé au centre à Dickie Garrett, un mineur de charbon qui joue pour le club de Penarth. Gould perd le capitanat de l'équipe pour la première rencontre au bénéfice de Frank Hill. Les Gallois perdent le match contre l'Écosse ; cependant Gould marque les seuls points de son équipe avec la réalisation de son premier essai en match international. La rencontre est également la première apparition de Billy Bancroft, joueur du Swansea RFC qui établit le record mondial du nombre de sélections consécutives pour l'époque, avec un total de 33 matches disputés avec le XV du Poireau. Positionné à l'arrière, il dispute les dix-huit matches suivants en compagnie de Gould, et, lorsque ce-dernier prend sa retraite internationale en 1897, il lui succède en tant que capitaine de l'équipe galloise. Gould récupère le rôle de capitaine pour la deuxième rencontre du Tournoi contre l'Angleterre à Crown Flatt dans le Dewsbury. Dès lors, il conserve le capitanat de la sélection nationale jusqu'à sa retraite. Le match est historique pour le pays de Galles puisqu'il s'agit de la première victoire face aux Anglais grâce à l'unique essai du match marqué par Buller Stadden. Malgré cette victoire, le bilan du Tournoi est moyen : l'équipe finit avec une victoire, un match nul et une défaite. En effet, la troisième rencontre se solde par un match nul concédé contre l'Irlande, match qui voit les débuts internationaux de l'avant Tom Graham, coéquipier et capitaine de Gould à Newport lors de la saison mémorable de 1892.
Gould ne participe pas au Tournoi 1891 puisque son frère Bob et lui quittent la Grande-Bretagne pour honorer un contrat dans le cadre de leur métier d'entrepreneurs de travaux publics dans les Indes occidentales. À son retour, il récupère son poste en équipe nationale et le rang de capitaine pour le Tournoi 1892. En trois rencontres, il joue avec trois partenaires différents au centre, Dickie Garrett, Conway Rees et Bert Gould, son jeune frère qui fait là ses débuts internationaux. Le Tournoi s'avère difficile pour les Gallois avec trois défaites, une triste première pour cette nation. Et les défaites sont nettes : 17 à 0 (quatre essais à rien) contre l'Angleterre, 7 à 2 (deux essais à un) contre l'Écosse et 9 à 0 (trois essais à rien) contre l'Irlande. Le Tournoi 1892 est aussi le théâtre d'incidents regrettables à l'issue de la rencontre Galles-Écosse, disputée à Swansea dans le stade de St Helens. À la fin de la rencontre, insatisfaite des décisions de l'assesseur, une partie des spectateurs s'en prend à l'arbitre du match Jack Hodgson. Les assaillants débordent la police et l'arbitre doit être protégé par les joueurs gallois. Gould lui-même est frappé au menton dans le tumulte et il raccompagne Hodgson à l'hôtel Mackworth.
(mt : 0 – 7)
Points marqués :
- Galles : 3 essais de Biggs et Gould (2) ; 2 transformations de Bancroft.
- Angleterre : 4 essais de Lohden et Marshall (3) ; 1 transformation de Stoddart.

Composition des équipes :
- Galles : Bancroft, Biggs, Gould (cap.), Rees, McCutcheon, Phillips, Parfitt, Mills, Nicholl, Graham, Hill, Hannan, Day, Boucher, Watts.
- Angleterre : Field, Stoddart (cap.), Alderson, Lockwood, Marshall, de Winton, Evershed, Greenwell, Woods, Toothill, Bromet, Lohden, Bradshaw, Broadley, Maud.

Arbitre : David Morton (Écosse)
Le Tournoi britannique 1993 est en contraste saisissant avec l'édition précédente puisque les joueurs du XV du Chardon remportent pour la première fois le championnat, tout en réussissant également la Triple couronne. Gould a l'honneur d'être le capitaine de la première équipe à réaliser cette performance. Le premier match est l'opposition contre l'équipe d'Angleterre. Disputé à l'Arms Park de Cardiff, le terrain est protégé du gel la nuit précédente avec 500 braseros disséminés à travers l'aire de jeu. Il en résulte que le terrain est glissant, et les conditions de jeu sont aggravées par la présence d'un vent fort. L'équipe anglaise joue la première mi-temps avec le vent dans le dos et les neuf avants du pack anglais dominent leurs vis-à-vis gallois. À la pause, le pays de Galles est mené 7 à 0, avec des essais de Frederick Lohden et d'Howard Marshall et une transformation du capitaine anglais Andrew Stoddart.
La seconde mi-temps commence mal avec un nouvel essai de Marshall à la suite d'un bon travail des avants anglais. Cependant le pack anglais ne peut continuer sur un tel rythme et les joueurs faiblissent. C'est à ce moment que l'avant gallois Boomer Nicholl prend l'intervalle avec le ballon, le passe à Hannan, qui donne à Gould à la moitié du terrain. Gould parvient à effacer à la fois Alderson et Lockwood avant d'éliminer Field et de finir par inscrire l'essai entre les poteaux. Bancroft le transforme. Un mouvement du même style a lieu avec Conway Rees au bénéfice de l'ailier de Cardiff Norman Biggs qui marque le second essai gallois. Mais la transformation est cette fois manquée, ce qui porte le score à 9 à 7 en faveur des Anglais. Les arrières gallois continuent à mettre en danger les trois-quarts anglais : à chaque fois qu'ils franchissent le rideau des avants, ils ont l'avantage numérique et sont en position favorable pour marquer. Mais le XV de la Rose creuse l'écart à dix minutes de la fin du match grâce au troisième essai de Marshall. L'avantage est de 11 à 7. Le match est relancé quand Percy Phillips joue rapidement une balle talonnée pour la transmettre à Gould qui transperce la défense anglaise et marque. Bancroft manque la transformation et le XV du poireau revient à 11 à 9. Dans les dernières minutes du match, la pression galloise est constante et pousse les Anglais à la faute. Les Gallois obtiennent une pénalité en coin dans la zone des vingt-deux mètres anglais. Les avis divergent sur ce qu'il advient alors. Des témoins disent que Gould tente de placer le ballon pour Bancroft, mais qu'il n'y est pas parvenu sur le sol gelé. D'autres prétendent que Bancroft défie son capitaine en jouant la pénalité en coup de pied tombé. Enfin certains déclarent que les deux joueurs discutent sur le terrain avant la tentative de Bancroft. Quelle que soit la véritable version, il n'en résulte pas moins que Bancroft tente la pénalité et la passe, marquant la première pénalité d'une rencontre internationale de rugby à XV. Ce sont les derniers points de la partie et le pays de Galles l'emporte 12 à 11. Au coup de sifflet final la pelouse est envahie par les supporters gallois satisfaits de cette première victoire à domicile sur le XV de la Rose ; Gould est juché sur leurs épaules et ils le transportent jusqu'au Angel Hôtel tout en l'acclamant. Cette victoire est la consécration du style de jeu gallois, et, la saison suivante, l'Angleterre adopte à son tour le jeu à quatre trois-quarts.
Arthur Gould est toujours le capitaine du pays de Galles pour le deuxième match du Tournoi contre l'Écosse. La rencontre se conclut par une victoire 9 à 0 des Gallois, avec des essais de Bert Gould, Biggs et McCutcheon construits sur des mouvements des lignes arrière. Le pays de Galles est ensuite opposé à l'Irlande dans l'enceinte de Stradey Park à Llanelli, pour une rencontre décisive en vue de l'attribution de la Triple Couronne. Les spectateurs, au nombre de 20 000, assistent à une rencontre peu convaincante des Gallois qui l'emportent sur le score minimal de 2 à 0, ne marquant qu'un seul essai par Bert Gould. Malgré la faible performance de l'équipe, la foule est enthousiaste et célèbre la victoire galloise.

#### Fin de carrière (1894–1897)
Le Tournoi britannique 1894 débute pour les champions en titre par une défaite contre l'équipe d'Angleterre. Arthur Gould et Frank Hill ne s'entendent pas sur des considérations tactiques en mêlée lors de cette rencontre. Gould demande avant la rencontre que le ballon sorte rapidement des regroupements vers les lignes arrière, pour leur permettre de se porter rapidement vers les lignes anglaises. Hill décide que ce n'est pas la bonne solution et se concentre sur l'effort en mêlée, en dépit de la volonté de Jim Hannan, qui tente en vain de suivre les désirs de son capitaine. Pour la rencontre suivante, Gould est associé à Dai Fitzgerald et le XV du Poireau obtient la victoire sur l'Écosse. En revanche, il n'est pas disponible pour la confrontation contre l'Irlande et il est remplacé par Jack Elliott, joueur du Cardiff RFC.

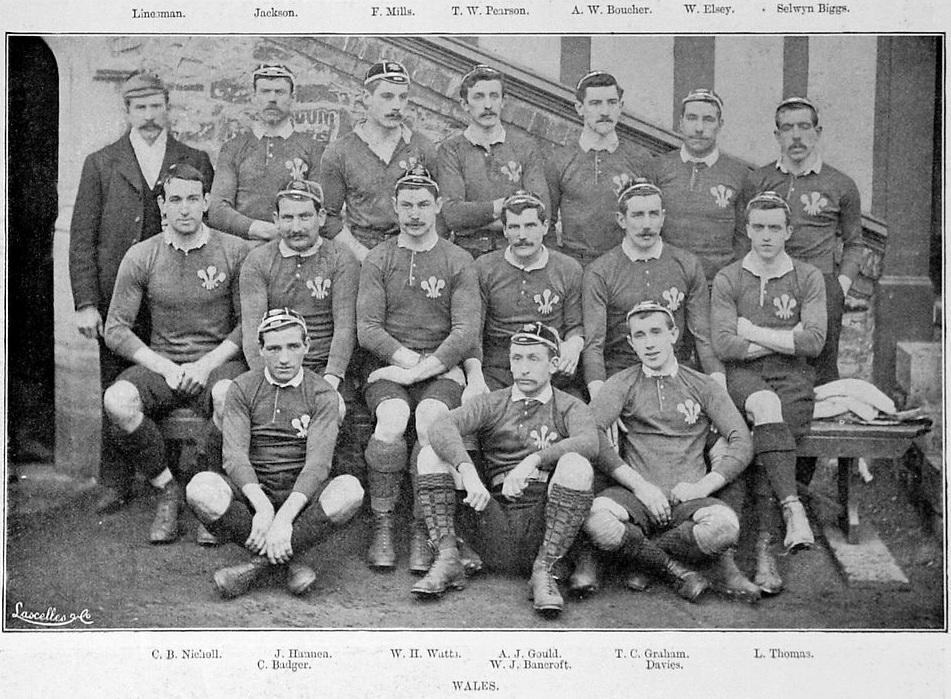
L'équipe du pays de Galles de 1895 au complet avant la rencontre contre l'Angleterre.

En 1895, de l'équipe sacrée championne deux années plus tôt, il ne reste à l'arrière que Bancroft et Gould. Ce dernier est associé à Owen Badger, qui conserve son poste pour toute la durée du tournoi. Les autres formations ayant toutes adopté l'organisation tactique à quatre trois-quarts, le pays de Galles n'a donc plus d'avantage. Les avants anglais prennent le dessus sur leurs homologues gallois et permettent au XV de la Rose de s'imposer 14 à 6 lors de la première rencontre du tournoi britannique. Cette défaite est suivie d'une autre contre l'Écosse à Raeburn Place ; puis les Gallois sauvent l'honneur en battant difficilement l'Irlande 5 à 3 à l'Arms Park de Cardiff.
Le Tournoi britannique 1896 est le dernier championnat complet d'Arthur Gould. Le premier match se solde par une très lourde défaite contre l'Angleterre qui marque sept essais pour un score final de 25 à 0. Cette déroute est en partie imputable au mauvais sort ; en effet, Badger se fracture la clavicule et quitte ses coéquipiers dans le premier quart d'heure, les laissant terminer le match à quatorze,. Lors de la deuxième rencontre, le pays de Galles s'impose 6 à 0 contre l'Écosse, avec deux essais inscrits par Gould et par Cliff Bowen. La dernière confrontation du tournoi est sanctionnée d'une défaite 8 à 4 contre l'Irlande. Gould y inscrit les derniers points de sa carrière internationale. À la fin de l'année 1896, le centre gallois décide de mettre fin à sa carrière,.
En 1897, Gould est convaincu par ses proches de jouer une nouvelle saison. Il fait donc son retour en club et en équipe nationale. À ce moment-là, Gould jouit d'une reconnaissance en Grande-Bretagne, aussi bien pour sa personnalité que pour ses performances comme centre. Une souscription est lancée comme témoignage de reconnaissance du public. Cette levée de fonds est considérée par les autres fédérations nationales comme un acte de professionnalisme de la part du joueur, ce qui le rend inéligible au regard des règles de l'International Rugby Football Board (IRFB). Gould joue donc sa dernière rencontre internationale, une victoire 11 à 0 sur l'Angleterre. La levée de fonds conduit le pays de Galles à quitter l'IRFB et le XV du Poireau ne joue pas d'autre match cette saison-là. Cette crise, connue comme « l'affaire Gould », met un terme définitif à la carrière internationale du joueur.

### Fin de vie et postérité

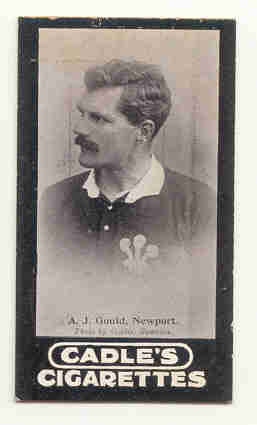
Portrait d'Arthur Gould sur un jeu de cartes distribué par la marque Cadle's cigarettes dans les paquets de tabac.

Après avoir terminé sa carrière de joueur de rugby à XV, Gould devient un agent commercial pour la brasserie Phillips dans la région de Newport. Il jouit d'une très bonne notoriété, qu'il utilise pour ses affaires où il rencontre de nombreux inconditionnels ; son image est toujours une valeur pécuniaire, apparaissant sur les marchandises, les jeux de cartes de cigarettes et les boîtes d'allumettes. Le 2 janvier 1919, Gould tombe malade en travaillant et rentre vite chez lui. Il souffre d'une hémorragie interne qui l'emporte rapidement ; il meurt à l'âge de 54 ans. Ses funérailles sont un grand évènement au pays de Galles, « les plus grandes » jusqu'à celles de David Lloyd George trente années plus tard. Gould est inhumé au cimetière de Saint Woolos à Newport.
Le pays de Galles a connu deux périodes dorées (1900-1911 et 1969-1979), couronnées de nombreux titres et les joueurs de ces années-là comme Gareth Edwards, Barry John ou JPR Williams, trois internationaux gallois introduits au Temple international de la renommée du rugby,, sont davantage mis en lumière et conservent une notoriété plus importante qu'Arthur Gould. Néanmoins, il jouit d'une reconnaissance dans le monde du rugby. En juin 2007, il est introduit au Temple de la renommée des sports du pays de Galles,. Quinze membres de la famille de Gould assistent à la cérémonie, y compris sa petite-fille Mary Hailes ainsi que les deux enfants de son frère Wyatt, sa nièce Helen Chubb et son neveu Fraser Gould. Quand en 2008 l'International Rugby Board souhaite honorer les personnes et institutions qui ont contribué au rugby à XV avec une nouvelle promotion du Temple de la renommée IRB, l'institution propose une liste de trente candidats couvrant les XIXe siècle, XXe siècle et XXIe siècle, dont Arthur Gould, « prince de Galles des centres et probablement la première grande vedette du jeu sur le plan international ». Mais il n'est finalement pas retenu parmi les cinq lauréats. Dans le Royal Gwent Hospital de Newport, un lit à sa mémoire a été légué, avec l'inscription : « À la mémoire d'Arthur Gould - le plus grand des joueurs de rugby à XV » ; ce don a été perdu depuis en raison de la destruction de l'aile de l'hôpital où il se trouvait.

## Palmarès
Arthur Gould remporte le tournoi britannique une seule fois en 1893 en gagnant les trois matches et la Triple couronne. Au niveau des clubs, les clubs gallois, comme les clubs anglais, conviennent de rencontres amicales et ne disputent pas de championnat officiel. Arthur Gould ne peut donc pas remporter de trophée en club.
| Édition                  | Rang | Résultats pays de Galles | Résultats A. Gould | Matches A. Gould |
| ------------------------ | ---- | ------------------------ | ------------------ | ---------------- |
| Tournoi britannique 1885 | 3    | 0 v, 1 n, 1 d            | 0 v, 1 n, 1 d      | 2/2              |
| Tournoi britannique 1886 | 3    | 0 v, 0 n, 2 d            | 0 v, 0 n, 2 d      | 2/2              |
| Tournoi britannique 1887 | 2    | 1 v, 1 n, 1 d            | 1 v, 1 n, 1 d      | 3/3              |
| Tournoi britannique 1888 | 1    | 1 v, 0 n, 1 d            | 1 v, 0 n, 0 d      | 1/2              |
| Tournoi britannique 1889 | 3    | 0 v, 0 n, 2 d            | 0 v, 0 n, 1 d      | 1/2              |
| Tournoi britannique 1890 | 3    | 1 v, 1 n, 1 d            | 1 v, 1 n, 1 d      | 3/3              |
| Tournoi britannique 1892 | 4    | 0 v, 0 n, 3 d            | 0 v, 0 n, 3 d      | 3/3              |
| Tournoi britannique 1893 | 1    | 3 v, 0 n, 0 d            | 3 v, 0 n, 0 d      | 3/3              |
| Tournoi britannique 1894 | 2    | 1 v, 0 n, 2 d            | 1 v, 0 n, 1 d      | 2/3              |
| Tournoi britannique 1895 | 3    | 1 v, 0 n, 2 d            | 1 v, 0 n, 2 d      | 3/3              |
| Tournoi britannique 1896 | 3    | 1 v, 0 n, 2 d            | 1 v, 0 n, 2 d      | 3/3              |
| Tournoi britannique 1897 | 1    | 1 v, 0 n, 0 d            | 1 v, 0 n, 0 d      | 1/1              |
| Sur 30 matches           | —    | 10 v, 3 n, 17 d          | 10 v, 3 n, 14 d    | 27/30            |

Légende : v = victoire ; n = match nul ; d = défaite ; la ligne est en gras quand il y a Grand Chelem.

## Statistiques

### En club
Arthur Gould dispute quinze saisons avec le Newport RFC au cours desquelles il joue 195 rencontres et marque 651 points. Entre 1885 et 1890, il est souvent en déplacement professionnel et joue avec des clubs anglais comme les London Welsh et le Richmond FC. Les statistiques du joueur dans les clubs anglais ne sont pas connues.

### En équipe nationale
En treize années, Arthur Gould dispute 27 matchs avec le pays de Galles au cours desquels il marque treize points (quatre essais, une transformation et deux drops). Il participe à douze tournois britanniques. Il est capitaine du XV du Poireau à dix-huit reprises de 1889 à 1897, dont dix-sept fois consécutivement de 1890 à 1897.

## L'affaire Arthur Gould
En 1896, Arthur Gould compte le plus grand nombre de matches internationaux disputés, et il détient également les records du nombre de points et d'essais inscrits. Ceci conduit le journaliste WJTownsend Collins du South Wales Argus à écrire :

« ...Comme Arthur Gould est aussi prépondérant dans le rugby-football que W. G. Grace l'est au cricket, les amateurs du rugby gallois pourraient reconnaître ses services pour le jeu... par un témoignage national. »

Le courtier maritime gallois, WJ Orders, organise une collecte de fonds depuis le Coal Exchange de Cardiff et lance une souscription sur la base d'un shilling. La réponse galloise est massive dans les semaines suivantes et le total des dons s'élève à plusieurs centaines de livres.

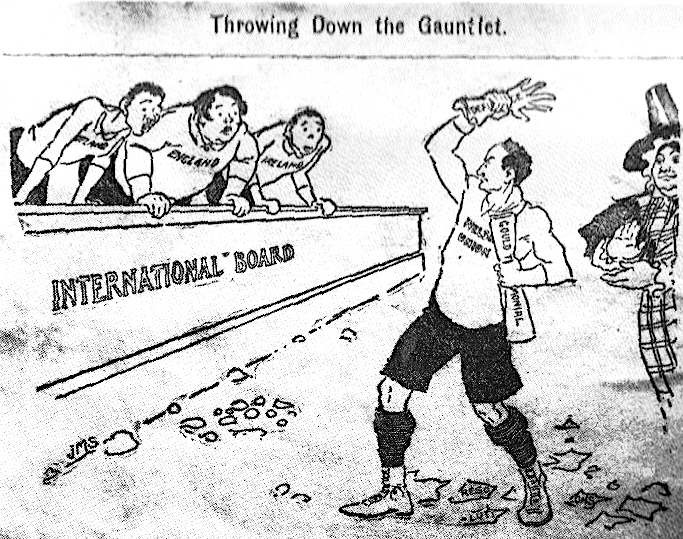
Caricature de Joseph Morewood Staniforth pour le Western Mail représentant de droite à gauche les protagonistes de l'affaire Gould : le peuple gallois, les fédérations nationales membres de l'IRFB (Galles, Irlande, Angleterre, Écosse). La WFU jette un gant aux autres unions, applaudie par le peuple gallois.

Cette levée de fonds entraîne un conflit entre la Welsh Football Union (WFU) et l'International Football Rugby Board (IRFB), garant de l'amateurisme et des règles du rugby. En effet, l'article 2 du règlement à propos du professionnalisme établit qu'aucun joueur n'est autorisé à recevoir de l'argent de son club ou d'un membre de son club pour services rendus au rugby-football. Les fonds levés par les Gallois peuvent être assimilés à une rémunération professionnelle qui rend alors Arthur Gould inéligible à une sélection pour l'équipe du pays de Galles. La fédération galloise fait valoir que l'argent collecté n'est pas donné par le club mais qu'il s'agit plutôt d'un témoignage national, d'une effusion du peuple gallois envers un héros national.
En avril 1896, la Welsh Football Union prend acte d'une souscription de 400 livres pour les fonds au titre du témoignage pour Gould,. Son homologue anglais, la Rugby Football Union, porte plainte et la IFRB signifie à la WFU que seul un don d'une valeur de cent livres peut être accordé à Gould, le reste des fonds allant à des œuvres de charité, sous peine d'un bannissement de l'équipe galloise de toute rencontre internationale. La réaction au pays de Galles est pleine de colère, l'opinion populaire a le sentiment que la WFU cède à la pression anglaise, qu'elle est intimidée pour mettre fin à une initiative qui répond aux attentes populaires. Pour les autres fédérations nationales, l'argent doit être donné à Gould une fois qu'il est retiré du rugby et pas tant qu'il est en activité.
En février 1897 la WFU écrit à l'IFRB pour annoncer la suspension de sa cotisation et sa démission de l'instance, dans un mouvement qui est considéré comme un acte d'orgueil blessé et une manœuvre d'apaisement des supporters gallois. La fédération galloise donne alors la souscription à Gould lors d'un banquet organisé à Drill Hall à Newport le lundi de Pâques de l'année 1897. Les notables de la société et du monde sportif sont tous présents pour assister au don de Sir John Llewellyn, président de la WFU, en faveur d'Arthur Gould, qui reçoit en cadeau les titres de propriété d'une maison située à Thornbury dans le Clytha Park, à Newport. Les 250 invités sont rejoints par l'orchestre du quatrième bataillon des South Wales Borderers ainsi que des quidams qui remplissent les couloirs de l'hôtel.
À compter de février 1897, le pays de Galles ne peut pas présenter d'équipe nationale jusqu'à ce que l'IRFB, avec le soutien de la RFU propose qu'il soit de nouveau admis comme membre de l'organisation en février 1898. La WFU affirme qu'à l'avenir elle respectera toutes les lois de l'IRFB et Arthur Gould n'est pas autorisé à rejouer dans les futures rencontres internationales. Gould accepte le verdict ; il met un terme à sa carrière internationale et fait son retour sur les terrains en tant qu'arbitre. Il devient également membre du comité de sélection du pays de Galles.